# Alexander Stille

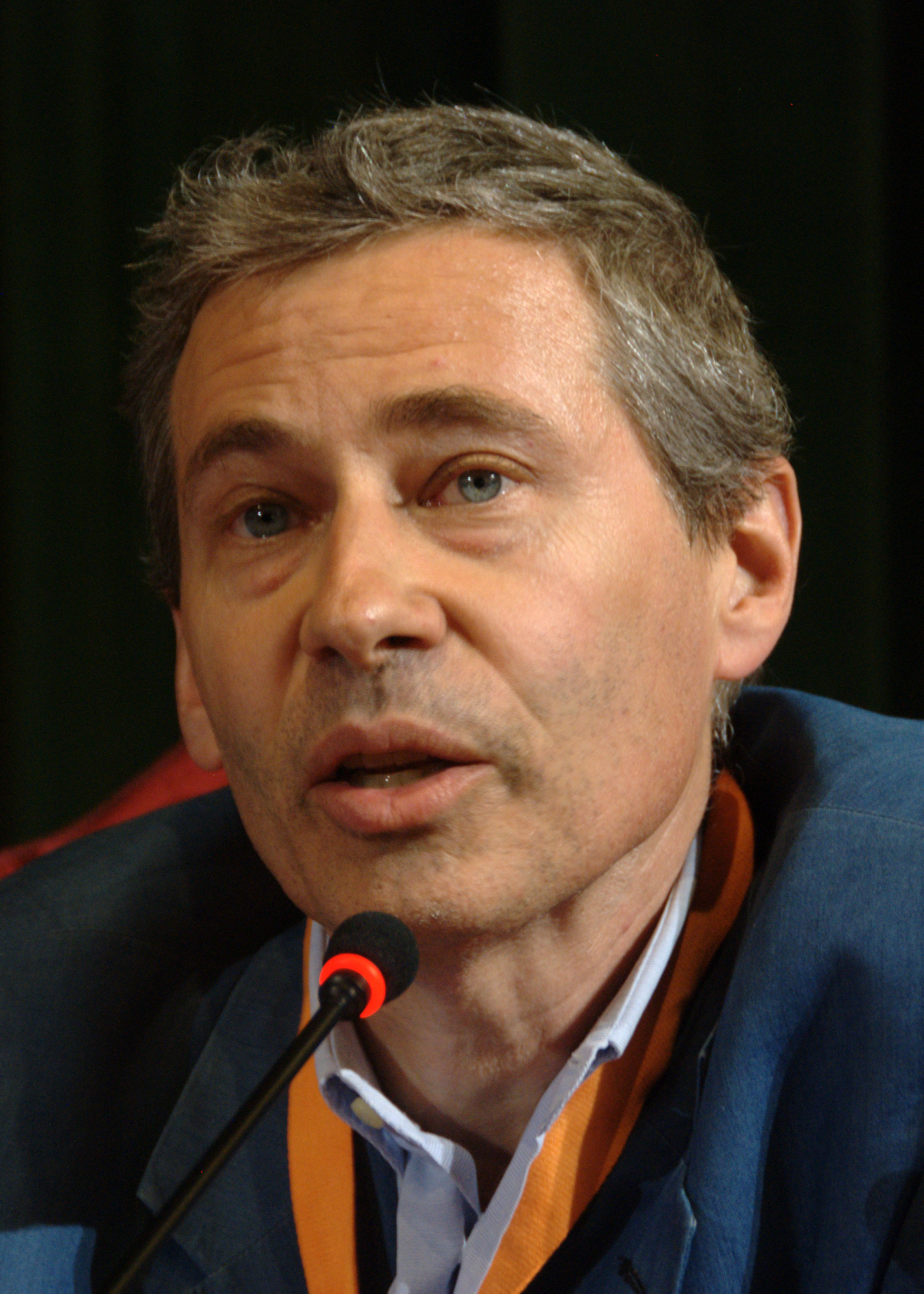
Alexander Stille (2010)

Alexander Stille (nacido en 1957 en Nueva York) es un autor y reportero estadounidense. Se graduó en Yale y posteriormente en la Columbia University Graduate School of Journalism. Ha escrito muchos artículos sobre Italia, en particular sobre sus políticas y la Mafia.
Su primer libro, Benevolence and Betrayal: Five Italian Jewish Families Under Fascism, fue escogido por el Times Literary Supplement como uno de los mejores libros de 1992 y recibió el premio libro Los Angeles Times.
En 1995 escribió Excellent Cadavers: The Mafia and the Death of the First Italian Republic, una investigación sobre la Mafia Sicilia posterior a la mitad del siglo XX, y en particular los eventos que llevaron a la gran redada contra la organización criminal en los 90 después del reinado sanguinario de Salvatore Riina. El libro fue dedicado a la memoria de los jueces antimafia Giovanni Falcone y Paolo Borsellino. Los acontecimientos perfilados en el libro fueron hechos en 1999, una película del mismo nombre.
En 2003 escribió The Future of the Past, sobre los esfuerzos para conservar monumentos históricos y prueba documental de tiempos antiguos. En 2006 escribió Sack of Rome: How a Beautiful European Country with a Fabled History and a Storied Culture Was Taken Over by a Man Named Silvio Berlusconi, sobre Silvio Berlusconi.
Stille también escribe para The Boston Globe, New York Times y The New Yorker. Por un corto período, Stille vivió en Milán, Italia, pero actualmente reside en Nueva York, y es San Paolo Professor of International Journalism at Columbia. Estuvo casado con la poeta Lexi Rudnitsky hasta su muerte en enero de 2005. Ellos tuvieron un hijo, Samuel, que nació en octubre de 2004. Fue llamado un Guggenheim Fellow en 2008.
- Datos: Q659946
- Multimedia: Alexander Stille / Q659946